# Проклятый старый дом
«Проклятый старый дом» — сингл российской рок-группы «Король и Шут» из альбома «Как в старой сказке», вышедшего в 2001 году. Также, 12 октября 2001 года вышел сингл песни «Проклятый старый дом». Концертные исполнения песни можно услышать на альбомах «Мёртвый анархист», «Концерт в Олимпийском». Песня является одной из самых популярных песен группы.
Песня была спета поклонниками группы во время похорон Михаила Горшенёва в 2013 году.

## История
Песня была сочинена Князем в 2001 году. Сингл вышел 12 октября 2001 года. Песня сразу же взлетела в хит-парадах[каких?]. В 2002 группа отыграла эту песню в качестве хэдлайнера фестиваля «НАШЕствие». В 2001 году был снят клип на эту песню, который демонстрировался на MTV и других каналах. С 2013 года Алексей Горшенёв в память о брате исполняет песню на каждом концерте группы «Кукрыниксы»
В 2001 году Горшок понял, что эта песня самая популярная песня группы. И на неё решили записать клип, режиссёром которого стал Валерий Хатин. Денег было мало, поэтому клип снимали за один день. Балу и Яша выступили в качестве настоящих каскадёров. Клип был очень популярен на «MTV». В хит-параде Первого канала Белоруссии «Клип-обойма» «Проклятый старый дом» занимал первое место в течение пятнадцати недель.
7 сентября 2021 года по мотивам песни Андрей Князев выпустил созданный им 3D-мультфильм «Ужасы заброшенного дома» («Тайна заброшенного дома»).

## Достижения
- Почти полгода песня занимала 1 место в «Чартовой дюжине» в 2001 году.
- В итоговой «Чартовой дюжине» песня заняла 8 место в 2001 году.
- С зимы 2001 — начала 2002 года клип занимал 4 место на MTV в «Русской десятке».
- Песня занимала 1 место более полугода на «Первом канале» до смены программы.

## Запись
- Михаил «Горшок» Горшенёв — вокал
- Яков Цвиркунов — гитара
- Александр «Ренегат» Леонтьев — гитара
- Александр «Балу» Балунов — бас-гитара
- Александр «Поручик» Щиголев — ударные
- Мария Нефёдова — скрипка

## Кавер-версии и связанные композиции
При написании композиции «Старый дом» из альбома «Резонанс. Часть 1» (вышел 7 марта 2014 года) группы «Сплин», лидер группы Александр Васильев отталкивался от песни «Проклятый старый дом». Композиция посвящена памяти Михаила Горшенёва.
Александр Шиколай, вокалист российской дэткор-группы Slaughter to Prevail, выпустил на своем YouTube-канале кавер и клип в октябре 2020.
25 марта 2022 года Андрей Князев и Хелависа переделали песню в композицию «Прекрасный старый дом» для саундтрека мультфильма «Финник» «Финник. Музыка из фильма».